# Friedenskirche (Ingolstadt)

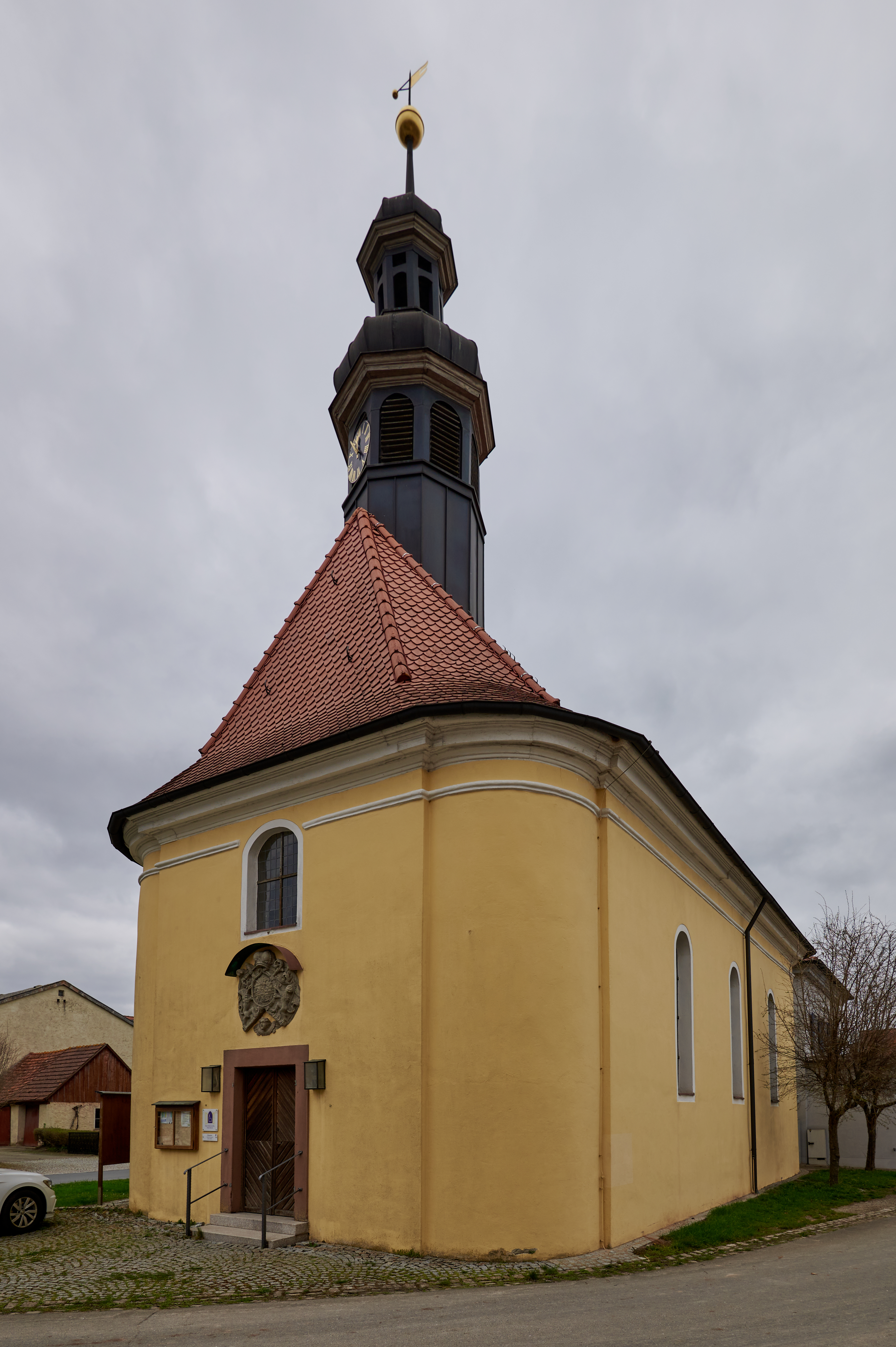
Friedenskirche in Ingolstadt

Die evangelische, denkmalgeschützte Friedenskirche steht in Ingolstadt, einem Gemeindeteil der Gemeinde Sugenheim im Landkreis Neustadt an der Aisch-Bad Windsheim (Mittelfranken, Bayern). Das Bauwerk ist unter der Denkmalnummer D-5-75-165-56 als Baudenkmal in der Bayerischen Denkmalliste eingetragen. Die Kirchengemeinde gehört zur Pfarrei Ehegrund im Evangelisch-Lutherischen Dekanat Markt Einersheim im Kirchenkreis Ansbach-Würzburg der Evangelisch-Lutherischen Kirche in Bayern.

## Beschreibung

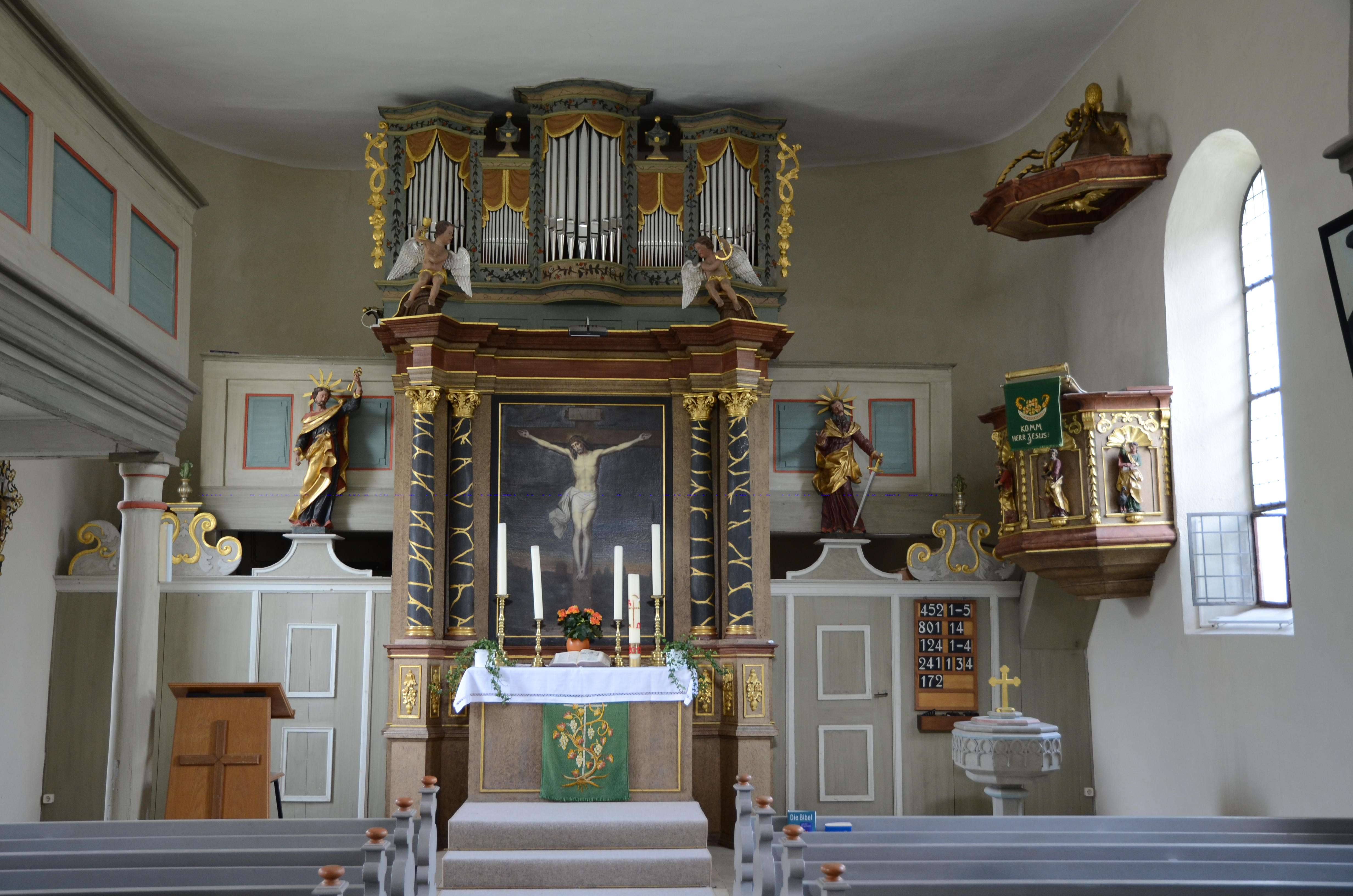
Langhaus mit Blick auf den Altar

Die Saalkirche wurde 1732 erbaut. Ihr Langhaus hat abgerundete Ecken. Aus seinem Walmdach über einem profilierten Dachgesims erhebt sich im Westen ein achteckiger, mit einer Welschen Haube bedeckter Dachreiter, der die Turmuhr und den Glockenstuhl beherbergt. Über dem Portal im Westen befindet sich ein steinernes Wappen. 
Der Innenraum hat umlaufende Emporen. Die Kirchenausstattung stammt aus der Bauzeit. Der Altar steht im Osten, darüber ist die 1896 von G. F. Steinmeyer & Co. gebaute Orgel angebracht. Die Kanzel steht daneben.